# Patinaje
El patinaje es un deporte que consiste en deslizarse sobre una superficie regular mediante unos patines colocados en los pies. Quien practica esta disciplina es denominado «patinador profesional» y lo hace en pistas para patinar, también conocidas como «patinódromos» o «patinaderos».
En 1733 el neerlandés Hoans Brinker construyó la primera rueda metálica para patines, pero no imaginaba que tendría el auge que tiene hoy en día.
En 1857 fueron abiertas dos pistas de patinaje en Covent Garden y Strand, dos zonas muy importantes del centro de Londres.
En 1876 se abre el primer centro de patinaje en París como deporte de moda.
En 1905 se funda la Amateur Hockey Association en Inglaterra.En 1909 se comenzó a jugar este deporte en el condado de Kent.
En 1924 se reúnen representantes de Suiza, Francia, Alemania y Gran Bretaña fundando al Federation International Du patinage a roulette  
En 1946 se crea la Federación Española de Hockey y Patinaje y España debuta en competencias internacionales en 1947 en Lisboa.

## Patinaje sobre hielo

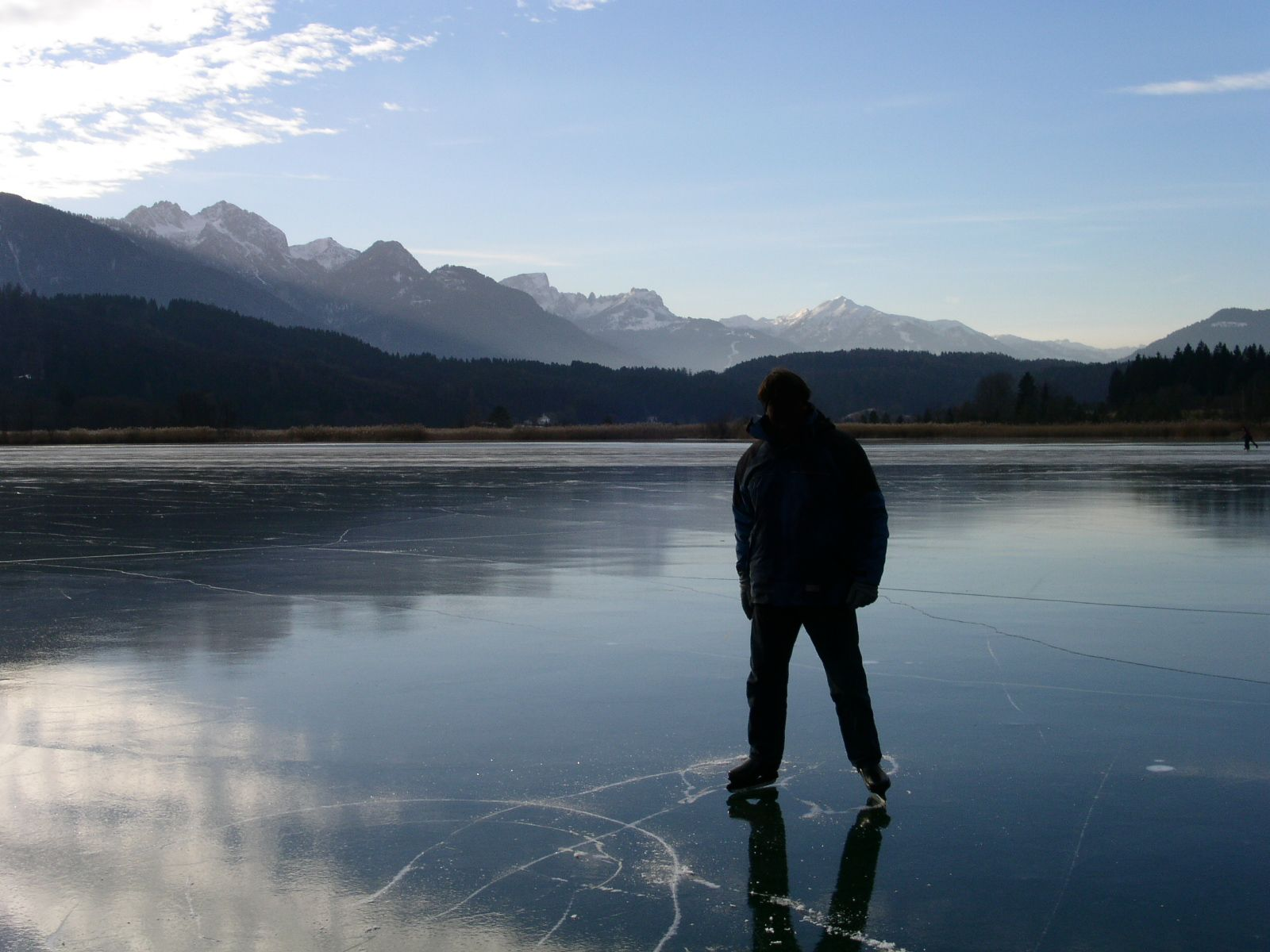
Patinaje sobre hielo al aire libre en Austria.

Los patines para el patinaje artístico tienen una cuchilla en la parte inferior y el tacón es de madera.
El patinaje sobre hielo se lleva a cabo sobre una superficie de hielo, bien sea natural o artificial. En el caso de superficie artificial, se utilizan recintos cerrados llamados pabellones o palacios de hielo que pueden contar con graderías para acoger competiciones deportivas de las diversas especialidades de patinaje  sobre hielo. En los últimos años se están popularizando las llamadas pistas de «hielo sintético». Una superficie en la que se puede patinar como en cualquier otra, pero que no es de hielo, sino de polietileno; un tipo de plástico muy resistente. Desde la llegada del hielo sintético (también llamado hielo ecológico) en la década de los 60, su evolución ha sido espectacular, llegando incluso a alcanzar una similitud del 95 % con el hielo convencional. Además, su uso está proliferando en muchas pistas domésticas, donde el consumo eléctrico es un factor importante a tener en cuenta. En este sentido, la Asociación Nacional de Patinaje sobre Hielo de Gran Bretaña., la federación británica de patinaje, aprobó, y recomienda, estas pistas para su uso. Entre las ventajas de las pistas de hielo sintéticas está el hecho de que su montaje y mantenimiento son muy baratos, ya que no requiere de consumo eléctrico, a lo que habría que sumar que hablamos de un material  reciclable.

## Patinaje sobre ruedas
Se desarrolla en superficies distintas del suelo, por lo general de asfalto, hormigón, terrazo o parqué que, a su vez, pueden tener una capa de rodadura en material plástico, por lo cual este deporte se convierte en un deporte verdaderamente difícil.  El patinaje sobre ruedas se puede desarrollar en lugares específicos, como pistas o circuitos; o bien en lugares no específicos habilitados para la ocasión (como sucede con calles y carreteras en las pruebas de larga distancia).
Los patines de ruedas pueden ser de dos tipos: el clásico, conocido también como quad, que tiene cuatro ruedas colocadas por parejas en dos ejes; y el patín en línea, que tiene una disposición similar a los patines de hielo; sustituyendo la cuchilla por una guía que sostiene un número variable de ruedas (entre dos y cinco) situadas una a continuación de otra.

## Modalidades deportivas del patinaje
- Patinaje artístico sobre hielo
- Patinaje extremo sobre hielo

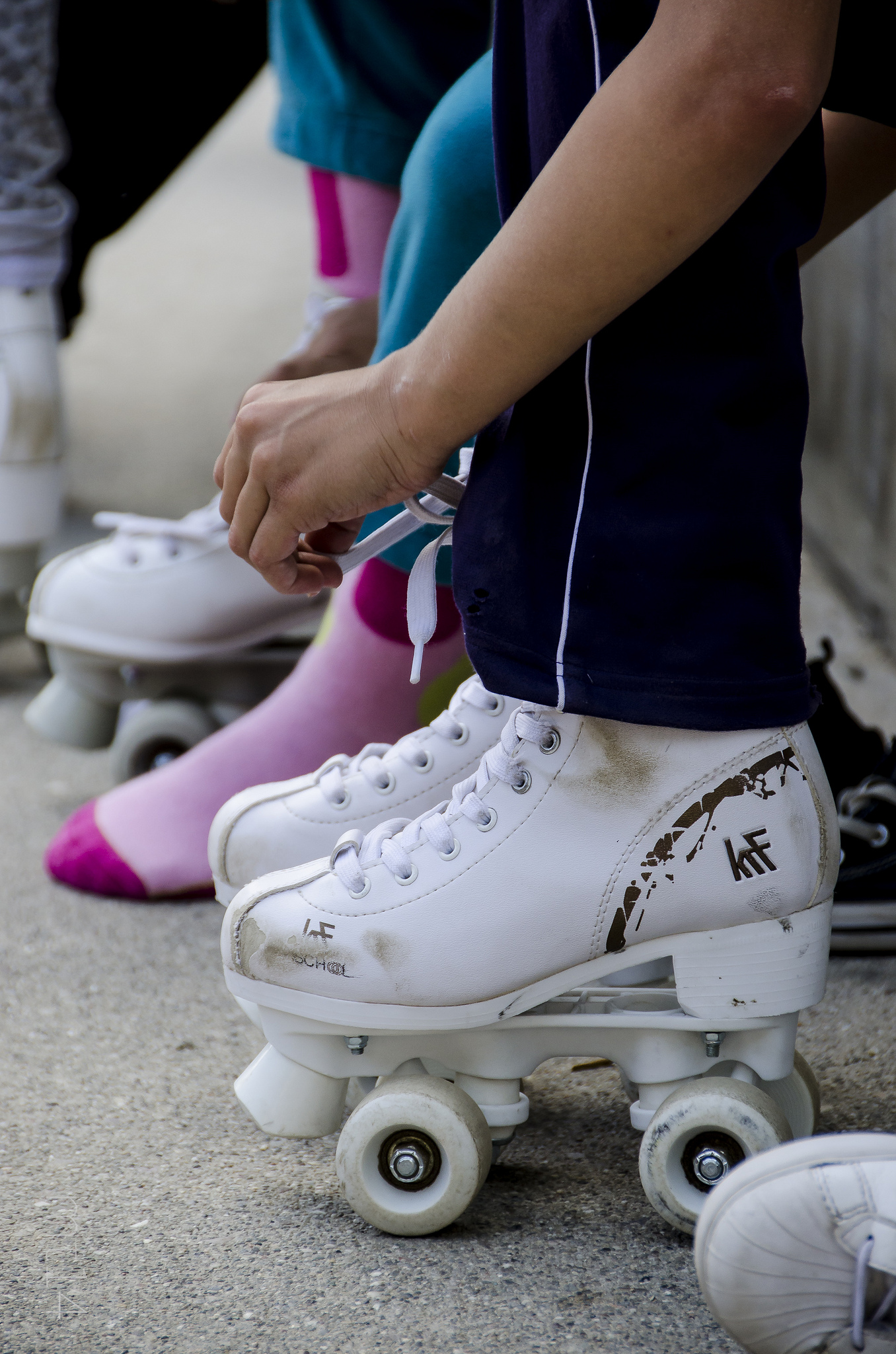
Patines clásicos o quad.

- Patinaje de velocidad sobre hielo
- Patinaje sobre ruedas
- Patinaje artístico sobre ruedas
- Patinaje de velocidad sobre patines en línea
- Patinaje callejero
- Roller derby
- Inline freestyle
- Hockey
- ´´Wizard

## Federaciones internacionales de patinaje
- Federación Internacional de Patinaje (extinta)
- Federación Internacional de Hockey sobre Hielo
- World Skate
- ISU
- WRS World Rolling Series
- FEDEPATÍN Federación Colombiana de Patinaje